# Спасо-Преображенский собор (Житомир)
Спасо-Преображенский собор (укр. Спасо-Преображенський Кафедральний собор у Житомирі) — кафедральный собор Житомирской епархии Украинской православной церкви городе Житомире на Украине.

## История
Собор возводился на месте разрушенной в 1771 году Василианской церкви в период с 1866 по 1874 год архитекторами К. К. Рахау, Э. И. Жибером и В. Г. Шаламовым. В связи со сложностью возведения в строительстве принимали участие специалисты, работавшие в 1818—1858 годах в Исаакиевском соборе в Санкт-Петербурге. Настенное художественное оформление и иконы принадлежат кисти академика художеств Михаила Васильева.
В 1931 году было принято решение закрыть собор и создать в нём музей, однако, в нём был устроен склад. Могилы архиепископов были вскрыты и разорены. В 1932 году уничтожены иконостасы. С 1933 года собор использовался под архив, а в 1941 году — вновь открыт для богослужений.
Житомирский Свято-Преображенский кафедральный собор является памятником архитектуры и охраняется государством.
Настоятель — митрополит Житомирский и Новоград-Волынский Никодим.

## Строение
Собор выдержан в русско-византийском стиле с характерными чертами русской архитектуры XVII века. Постройка сделана из кирпича. Храм крестовой формы, трёхнефный, пятикупольный с шатрообразными завершениями. Четырёхъярусная колокольня, примыкающая к западному фасаду. Высота собора составляет 53 метра. На колокольне установлен главный колокол весом в 500 пудов. В оформлении внутренних помещений храма использовались граниты и лабрадориты Волыни и Житомирщины.
Храм находится по адресу: город Житомир, ул. Победы 14.

## Источник
- Памятники градостроительства и архитектуры Украинской ССР. Киев: Будивельник, 1983—1986. Том 2, с. 145.